# 宣威站
宣威站是位于云南省曲靖市宣威市宛水街道的一个铁路车站，有沪昆铁路经过该站，车站始建于1964年。现办理客货运业务，车站及其上下行区间均已电气化。车站距离贵阳站381公里，距上海站2432公里，隶属昆明铁路局，是三等站。

## 历史
宣威站建于1964年，1966年投入使用。2010年重建站房。2023年5月18日至2024年初，进行提质改造工程，包括候车室扩建、客运设备设施升级、增设电梯等，总投资4501.63万元。